# دهستان چاسخار
دهستان چاسخار (به لاتین: Chaskhar Gewog) یک دهستان در کشور بوتان است که در ناحیهٔ مونگار واقع شده‌است.